# Jokern
Jokern, engelska The Joker, ibland Narren, är en fiktiv superskurk från DC Comics, främst känd som Batmans (Läderlappens) ärkefiende. Figuren skapades av Bob Kane och Bill Finger, och hade sitt första framträdande i Batman #1 (1940). Jokern är en av de få skurkarna i Batman som fortfarande har kvar sitt svenska namn istället för det engelska vilket troligen beror på att namnen är så lika.
I IGN:s lista över de 100 bästa serietidningsskurkarna någonsin från 2009 blev Jokern listad som näst bäst (efter Magneto).

## Historik
Inspirationen till Jokern kom bl.a. från den amerikanska stumfilmen Skrattmänniskan av Paul Leni (1928), där huvudpersonen hade fått munnen vanställd och inte kunde sluta le (filmen baseras i sin tur på romanen Skrattmänniskan av Victor Hugo). Ansiktsdragen till Jokern lånades ganska oblygt från skådespelaren Conrad Veidt i dennes roll som Gwynplaine i The Man Who Laughs. Veidt är annars mest känd för sin roll som somnambulen Cesare i stumfilmsklassikern Dr Caligaris Kabinett.
Jokern dök upp för första gången i Batman nr 1 (1940), i ett äventyr som gjordes av Bob Kane, Bill Finger och Jerry Robinson. Från början var han en kallblodig mördare vars ursprung och verkliga namn var okänt. Hans signum var ett spelkort med en joker på, som han lämnade efter sig på brottsplatsen och han talade om för alla via radio vad hans nästkommande brott skulle vara. Jokern har som främsta vapen ett egenutvecklat nervgift, som förutom att döda även får offrets käkmuskler att forma sig till ett förvridet stort leende. 
I och med hårdare regler för serier i USA på 1950-talet och införandet av The Comics Code, som gjorde att våldsinslagen minskade markant i serien Batman, kom Jokern att bli mer av en renodlat komisk figur som verkade tämligen harmlös. Det skulle dröja ända till 1973 innan Jokern åter porträtterades som den sinnessjuka och empatilösa massmördare han från början var – en trend som hållit i sig ända fram till våra dagar. Jokern är numera mer obehaglig än någonsin och är bland annat ansvarig för mordet på den andre Robin (Jason Todd), invalidiseringen av kommissarie Gordons adoptivdotter Barbara Gordon (den första Batgirl) samt mordet på Gordons fru. 
På 1970-talet hade Jokern en egen kortlivad serietidning i USA, med manus av Denny O'Neil och teckningar av Irv Novick. På senare år har han inte bara plågat Batman, utan även dykt upp som motståndare till flera andra superhjältar från DC Comics. Han har till och med fått Superman (Stålmannen) att förstöra hela sin hemstad Metropolis.

## Handling
Jokern har gång på gång visat att han lider av flera psykiska problem. Bland annat visar han tecken på schizofreni, bipolär sjukdom, antisocial personlighetsstörning, sömnlöshet och mytomani, då han berättar olika versioner av sin bakgrundshistoria och andra saker. Flera psykologer som analyserat Jokern hävdar att han inte kan vara en psykopat på grund av sitt ganska utvecklade och starka känsloliv. De drag som kan verka psykopatiska bör appliceras på en grav antisocial personlighetsstörning (störningarna är relaterade men inte samma sak).

### Den ursprungliga bakgrundshistorien
J Company som bestämde sig för att stjäla en miljon dollar från sin arbetsgivare. För detta ändamål iklädde han sig en smoking, en röd heltäckande hjälm och slängkappa och tog namnet The Red Hood. Under kuppen simmade Red Hood ut genom avloppsrören och fann därefter att kemikalierna hade blekt hans hud vit, gjort hans hår grönt och hans läppar röda som blod. Inspirerad av kortfabriken, som han gjort inbrott i, tog han namnet Jokern och startade sin brottsliga bana.

### Den moderna bakgrundshistorien
Den moderna bakgrundshistorien om Jokerns ursprung skapades av den kände serieförfattaren Alan Moore i samarbete med tecknaren Brian Bolland, i deras verk The Killing Joke (1988). Jokern var här en misslyckad komiker vars namn aldrig omnämns, och vars liv slås i spillror då frun omkommer i en olycka. Han blir inblandad i en kupp mot det företag där han arbetar och får bära en röd hjälm och kappa – ett grepp som de två skurkarna som leder aktionen använder sig av som en vilseledande manöver för att få polisen att tro att den som bär dräkten är ledare för ligan. I själva verket är det olika personer som får agera ligaledare vid varje brottsaktion, men polisen och pressen tror att det är samma person och har döpt den okände banditen till The Red Hood.
Inbrottet går snett, polisen ingriper och Batman tar upp jakten på den rödklädde komikern. Skrämd av Batman kastar han sig ner i en behållare med giftigt avfall och lyckas på det sättet ta sig ut genom avloppsrören. När komikern tar av sig hjälmen ser han i en vattenpöl hur hans spegelbild har förändrats. Kemikalierna har blekt hans hud vit, gjort hans hår grönt och hans läppar röda som blod. Allt detta – hustruns död och åsynen av sitt förstörda ansikte – blir för mycket för honom och driver honom till vansinne. 
Senare har det antytts att detta kanske inte heller är Jokerns sanna ursprung. Jokern är känd för att ljuga ihop vad han känner för, och har genom åren hittat på flera olika historier om var han kommer ifrån. Även om den inte presenterats som någons version av vad som hänt utan som en objektiv redogörelse för det som inträffat, bör Red Hood-historien egentligen bara ses som en möjlig förklaring, men sanningen kommer vi kanske aldrig att få veta, åtminstone inte från Jokern själv.
Det som ytterligare komplicerar Jokerns bakgrund är faktumet att han erkänner att han minns det olika hela tiden. Som han själv säger: "Some times I remember it one way. Some times another way. If I am going to have a past I want multipe choices" ("Ibland minns jag det på ett sätt. Ibland på ett annat. Om jag skall ha ett förflutet vill jag ha flera val").

### The Dark Knight
I The Dark Knight berättar Jokern själv två versioner om hur han fick sina ärr. Han berättar hur hans far, under grov alkoholpåverkan, skar honom i mungiporna med frågan "Varför så allvarlig?" (Why so serious?). I den andra versionen säger han att hans fru fastnat i ett spelmissbruk, och att hon blivit skuren i ansiktet av lånehajar som hon var skyldig pengar. För att visa att han inte brydde sig om ärren, skar han sig själv med ett rakblad. Frun uppskattade inte sin mans nya ansikte så hon lämnade honom. Inget i filmen tyder dock på att någon av dessa berättelser är sanna. Hans hår är slarvigt färgat grönt, han har en mycket slarvig matchning, mörklila kostym, grön väst, ljuslila skjorta samt en grön slips och han är väldigt slarvigt sminkad. I The Dark Knight uppger Jokern aldrig sitt verkliga namn.

## Krafter och förmågor
Jokern har inga övermänskliga krafter, men hans mentala tillstånd gör att han helt saknar fruktan. Han är även ett geni kapabel att planera och genomföra avancerade brott. Han är expert inom ett flertal vetenskapliga områden såsom kemi och teknik, liksom tillverkning av sprängämnen. I vissa indikationer har han även visat sig vara skicklig i slagsmål, och är tillräckligt duglig i kampsport för att vara en utmaning även för Batman.
I sitt vapenförråd bär han vanligen till synes komiska, men mycket dödliga, vapen. Bland dessa inkluderas kastvapen i form av spelkort (jokrar) med rakbladsvassa kanter, en syrasprutande blomma, pajer som innehåller cyanider, explosiva cigarrer fyllda med nitroglycerin, harpunpistoler som skjuter en "BANG!"-flagga (vid det första trycket på avtryckaren fälls den bara ut, men vid det andra trycket avfyras flaggan, som har en knivskarp spets insmord med jokergift) och en letalt elektrisk summer som han bär på handflatan. Hans personliga favorit är dock hans jokergas, som gör att offren skrattar okontrollerat och efter ett tjugotal sekunder dör med ett leende. Jokern själv är immun mot denna gas, inklusive andra gifter.

## I andra medier

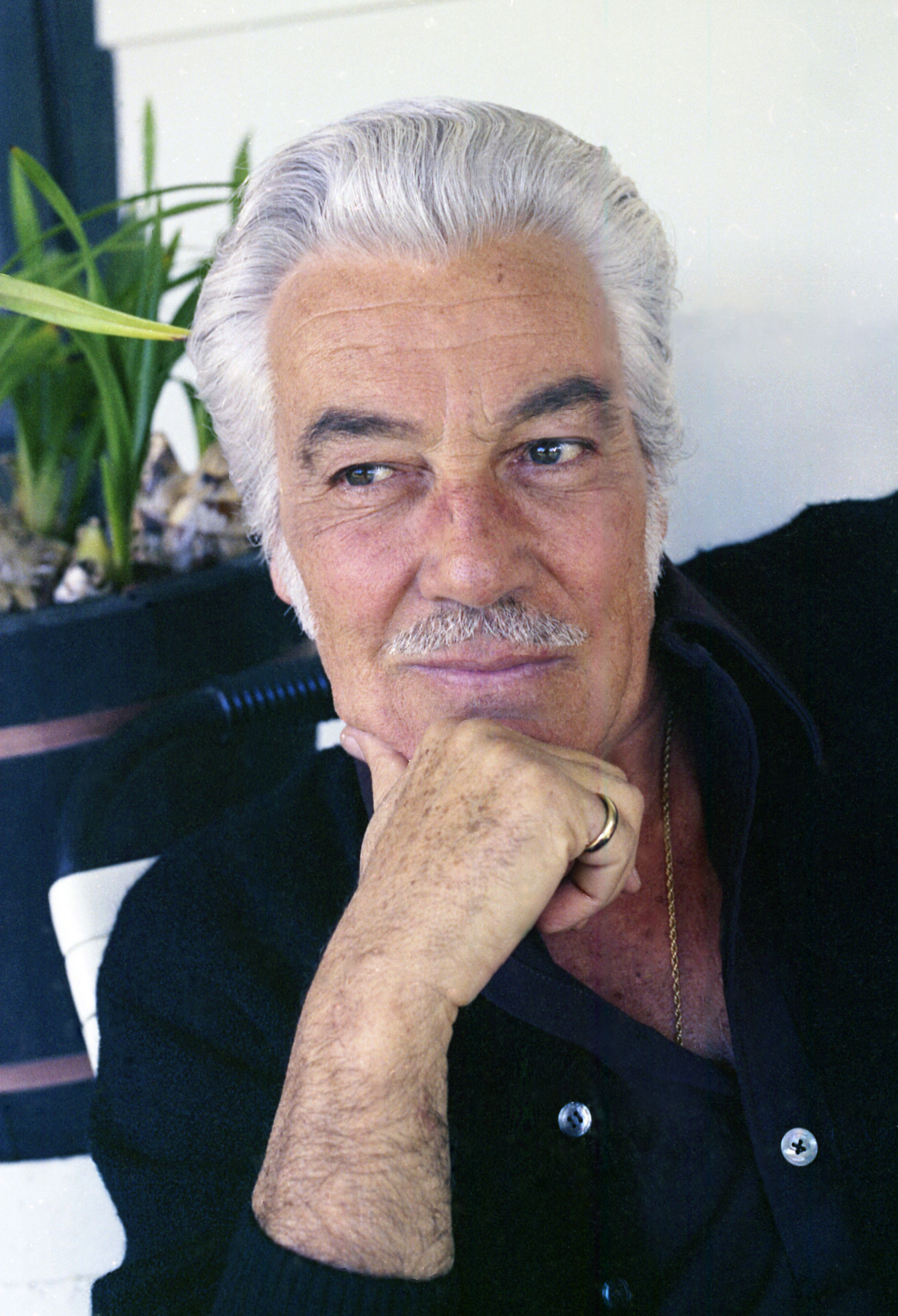
Cesar Romero spelade Jokern i Läderlappen (1966).

### Cesar Romero
I den mer parodiartade TV-serien Läderlappen och technicolor-långfilmen med Batman från 1960-talet gestaltas Jokern av Cesar Romero. Även om Jokern här är en clownaktig skugga av sin psykopatpersonlighet så har Romeros rolltolkning med sitt vansinniga skratt uppenbarligen påverkat såväl serieversionen som Jack Nicholsons Joker från 1989. En lustig detalj är att Romero vägrade raka av sig sin mustasch för rollen, varför man i närbilder kan se konturerna av den under Jokerns vita smink.

### Larry Storch
Jokern är en återkommande skurk i Filmation-serien The Adventures of Batman (1968-1969), med röst av Larry Storch. Storch repriserar denna roll i två crossover-avsnitt av The New Scooby-Doo Movies, då Batman och Robin träffar Scooby-Doo-gänget. Jokern är då allierad med Pingvinen.

### Lennie Weinrib
Jokern medverkar även i fem avsnitt av Filmations 1977 års tecknade TV-serie The New Adventures of Batman, med röst av Lennie Weinrib.

### Frank Welker
Jokern dyker upp i avsnittet "The Wild Cards" av The Super Powers Team: Galactic Guardians, med röst av Frank Welker. Avsnittet uppvisar en annorlunda version av Royal Flush-gänget. Ledaren för gruppen, Ess, visar sig vara Jokern i förklädnad, som en del av Darkseids senaste plan.

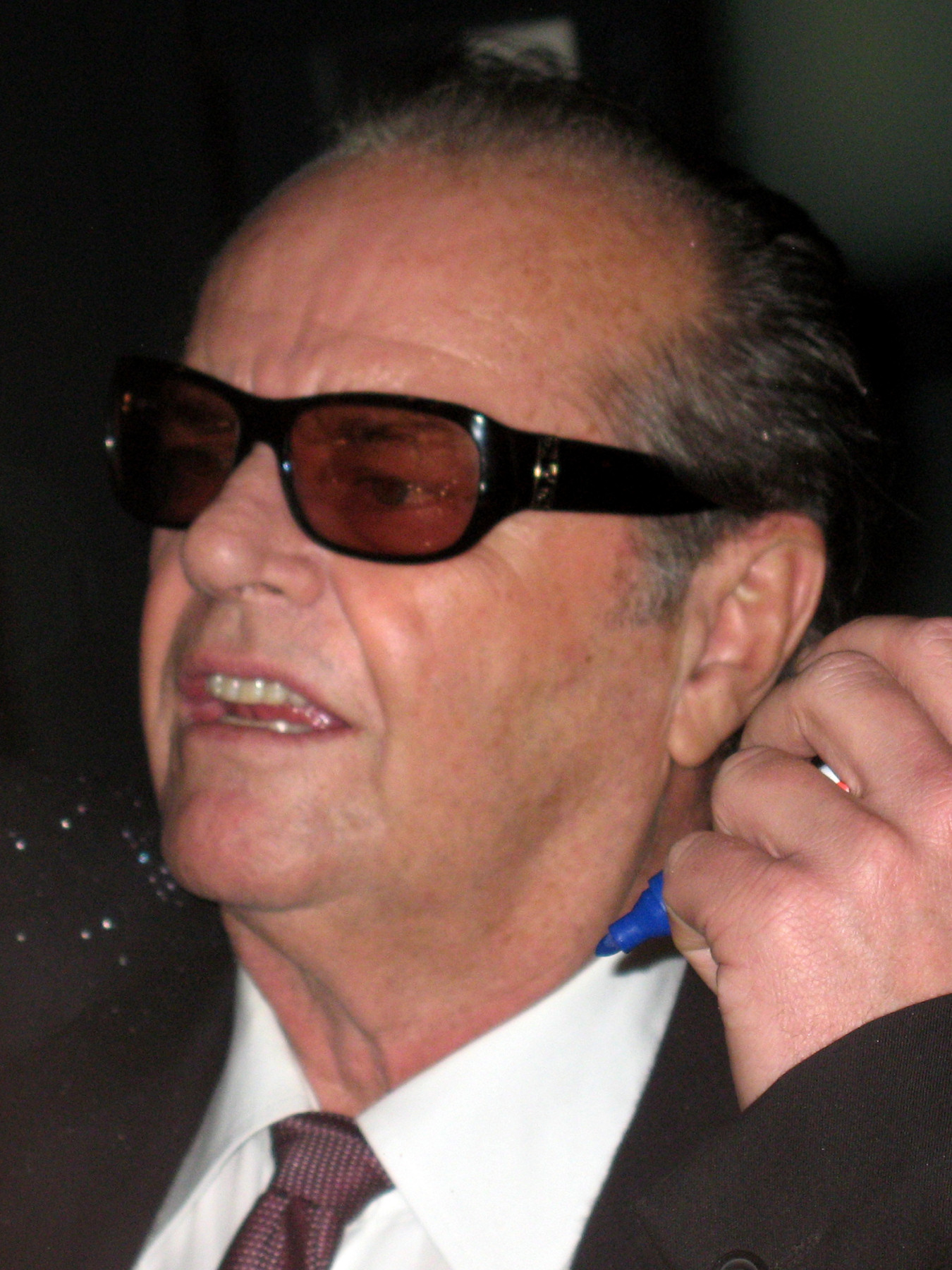
Jack Nicholson spelade Jokern i Batman (1989).

### Jack Nicholson
I regissören Tim Burtons film Batman (1989) spelades Jokern av Jack Nicholson. Rollfiguren fick där ett namn, Jack Napier (som även adapterades till Batman: The Animated Series), och en total omskrivning av Batman-historien gjordes i och med att Jokern i filmen påstods ha mördat Bruce Waynes (Batmans) föräldrar. Den tolkningen finns bara i filmen. I de gamla serierna och i Christopher Nolans film Batman Begins (2005) är det rånaren Joe Chill som avfyrar de dödande skotten. Bortsett från denna felaktiga tolkning är filmens version av Jokerns uppkomst densamma som i serietidningarna. Under en strid med Batman i en kemisk fabrik faller Napier ner i en tank med kemikalier och förmodas dö. Men han återkommer, då med missfärgad vit hud, grönt hår och blodröda läppar. Efter att ha blivit galen efter att ha sett sin egen spegelbild i sitt nya fysiska tillstånd dödar han sin före detta chef, tar över hans gäng och drar igång en brottsvåg i Gotham. I Batmans och Jokerns sista möte har de en strid på toppen av Gothams katedral. När Jokern är på väg att fly i en helikopter avfyrar Batman sin änterhake. Den ena änden binds till ett av Jokerns ben och den andra till en stenfigur, som blir hängande i luften. Då detta blir alldeles för tungt för att Jokern ska orka dra upp sig för repstegen till helikoptern faller han mot sin död.
Nicholson var avsedd att återvända som Jokern i Joel Schumachers planerade film Batman Triumphant i en av Batmans hallucinationer som ett resultat av Scarecrows skräckframkallande gas. Men på grund av den föregående filmens, Batman & Robins, negativa mottagande blev den filmen aldrig av.

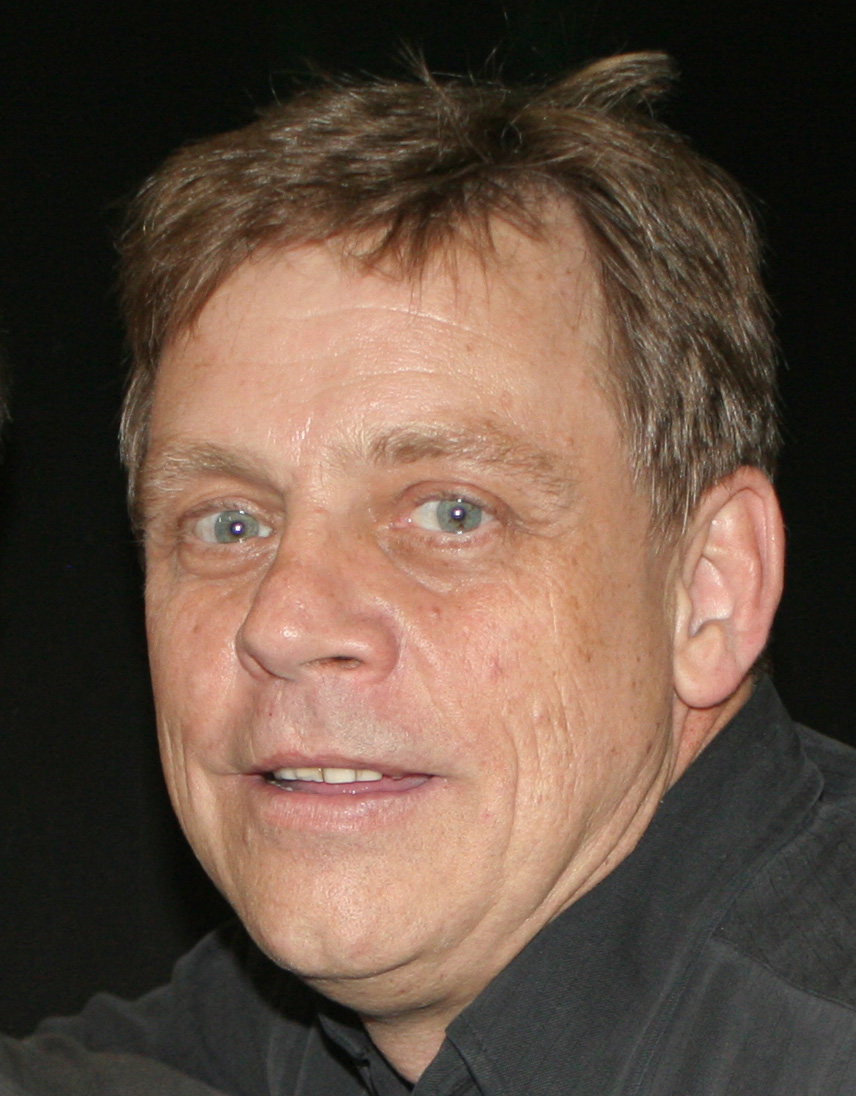
Mark Hamill gjorde Jokerns röst i Batman: The Animated Series (1992-1995)

### Mark Hamill
I de tecknade TV-serierna Batman: The Animated Series och The New Batman Adventures från 1990-talet är det Mark Hamill som med sin röst till Jokern, samt i trippelavsnittet "World's Finest" i TV-serien Stålmannen där han gör en överenskommelse med Lex Luthor. Hamill är annars mest känd för sin roll som Luke Skywalker i Star Wars-filmerna. Han gjorde även rösten till Jokern i det första avsnittet av TV-serien Birds of Prey. Rent fysiskt spelades dock Jokern här av Roger Stoneburner. Hamill har även gjort rösten åt Jokern i datorspelen Batman: Arkham Asylum som släpptes 2009 och i Batman: Arkham City som släpptes 2011. I det slutliga spelet Batman: Arkham Knight som utgavs 2015 gjorde han rösten åt Jokern för sista gången. I de svenska dubbningarna av tv-serierna gjordes Jokerns röst av Per Sandborgh, men i Justice League så gestaltade Thomas Engelbrektson Jokerns röst på svenska.

### Kevin Michael Richardson
I den tecknade TV-serien The Batman, som tog sin början år 2004, är det Kevin Michael Richardson som med sin röst gestaltar Jokern. Denna Joker beter sig mest som en oetisk psykopat. Han har långt, tovigt och grönt hår, röda ögon och ojämna tänder. I de två första avsnitten bar han en tvångströja, men satte senare på sig sin mer välkända lila kostym. Richardson repriserar denna roll i långfilmen The Batman vs Dracula.

### Jeff Bennett
I TV-serien Batman: Den tappre och modige så gjordes Jokerns röst av Jeff Bennett.

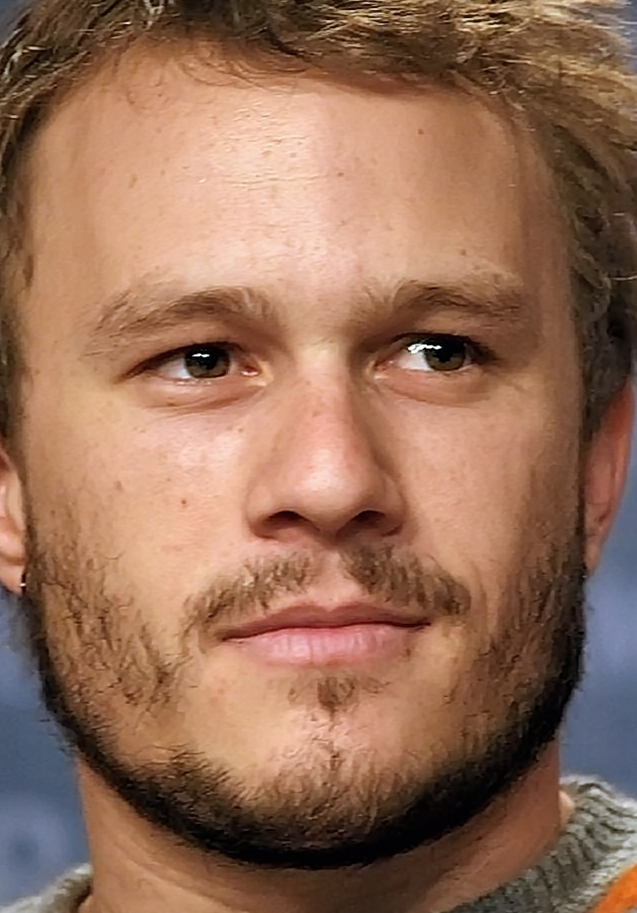
Heath Ledger spelade Jokern i The Dark Knight (2008).

### Heath Ledger
Heath Ledger spelade Jokern i filmen The Dark Knight, som hade världspremiär 18 juli 2008. Rollen som Jokern blev hans sista fullständiga filmroll eftersom han avled i en oavsiktlig överdos av receptbelagda mediciner den 22 januari 2008. I filmen har Jokern en total avsaknad av empati och i hela filmen uppträder han som en galning vars enda motivering till sitt hänsynslösa och mordiska beteende verkar vara att sprida kaos. Denna version av verkar lida av antisocial personlighetsstörning, en psykisk sjukdom med kopplingar till psykopati.
I webbserien The Joker Blogs fortsätter Jokerns historia bortom The Dark Knight, men här spelas Jokern av Scott McClure. Här är Jokern exakt densamma som gestaltad av Ledger, men Jokern har här ett bisarrt och groteskt sinne för humor utan att man minskar karaktärens ondska och galenskap. The Joker Blogs är i sin helhet "found footage" och visar inspelade terapimöten med Jokern på Arkham Asalym, en bröllopsvideo samt filmer inspelade av Jokern, hans medarbetare eller gisslan. 
I likhet med The Dark Knight så verkar Jokerns handlingar vara oplanerade och endast motiverade av blodtörst men visar sig vara planerade för ett större syfte.

### John DiMaggio
I filmen Batman: Under the Red Hood så gestaltades Jokerns röst av John DiMaggio. DiMaggio är annars mest känd som Bender i Futurama och Dr. Drakken i Kim Possible. Det här är den enda filmen som Jokern dödar Batmans vän, Robin.

### Troy Baker
Troy Baker ersatte Hamill som Jokerns röst i TV-spelet Batman: Arkham Origins i Arkham-serien. Spelet fokuserar på Batman och Jokerns första konfrontationer. Baker repriserade denna roll i Batman: Arkham Origins Blackgate.

### Jared Leto
Jared Leto spelade Jokern i filmen Suicide Squad, som hade premiär i augusti 2016.

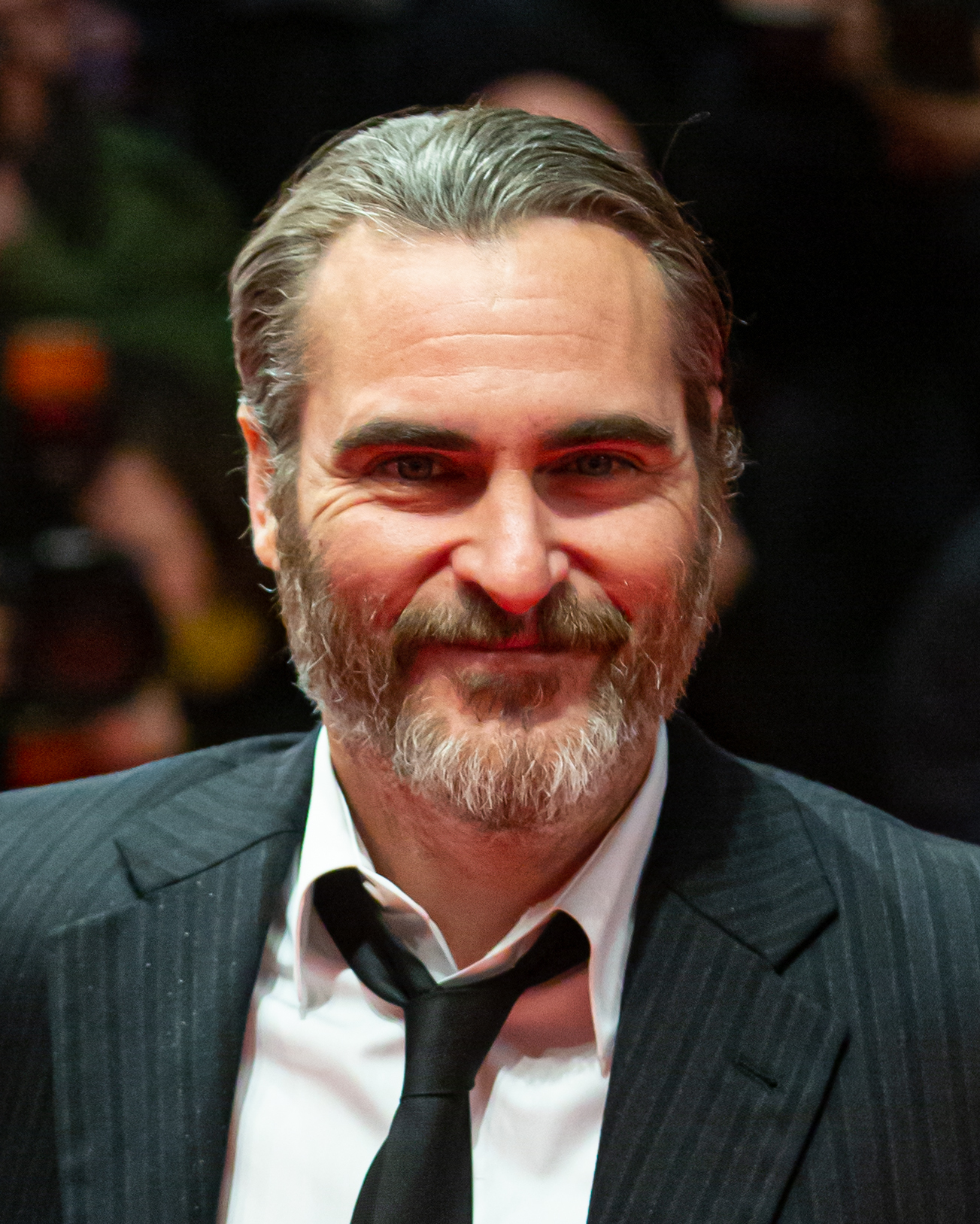
Joaquin Phoenix spelar Jokern i Joker (2019).

### Joaquin Phoenix
I filmen Joker, som hade premiär i oktober 2019, spelas Jokern av Joaquin Phoenix. I denna film heter Jokerns alter ego Arthur Fleck, som till en början är verksam som clown och ståuppkomiker. Han lider av psykiska störningar som framkallar okontrollerade skratt hos honom. Han bor hos sin mamma Penny som han ständigt måste ta hand om, medan han konstant känner sig övergiven av samhället och måste kämpa mot sin psykiska ohälsa. Efter att ha upplevt ett antal hemska händelser i samband med bekämpandet av sin hälsa vänder han sig mot ett liv av galenskap och kaos, och blir till slut känd som brottslingen "Joker". Han dödar tre affärsmän från företaget Wayne Enterprises på Gothams tunnelbana som sitt första brott, vilket så småningom leder till demonstration bland invånarna efter att borgmästarkandidaten Thomas Wayne bedömt morden som begångna av "pajaser", som är arga på de rika. 
Senare under en kväll på en ståuppklubb misslyckas Arthur med att föra fram sina skämt åt publiken, vilket leder till att programledaren Murray Franklin hånar honom med ett inspelat klipp från fiaskot under sin pratshow. Så småningom får Arthur läsa ett brev från sin mor där det står att Thomas Wayne är hans riktiga far. Arthur bestämmer sig genast för att ge sig av och möta upp Thomas, som sedan berättar för honom att Penny inte alls är hans biologiska mor. Efter att Arthur fått reda på sin sanna bakgrund dödar han Penny, och blir till slut inbjuden till Murray Franklins pratshow, där han presenterar sig som "Jokern" efter Murrays hånfulla kommentarer. Under programmets direktsändning erkänner Jokern att han dödade de tre affärsmännen från Wayne Enterprises på tunnelbanan, och drar makabra vitsar, samtidigt som han talar högtravande om hur samhället berövar medborgarnas rättigheter. Jokern skjuter därefter ihjäl Franklin medan flera upplopp uppstår över hela Gotham.